# Swing it, magistern!
Pour plus de détails, voir Fiche technique et Distribution.
Swing it, magistern! est un film suédois réalisé par Schamyl Bauman et sorti en 1940.

## Fiche technique
- Réalisation : Schamyl Bauman
- Scénario : Hasse Ekman, Schamyl Bauman
- Photographie : Hilmer Ekdahl
- Musique : Sten Axelsson, Eskil Eckert-Lundin, Thore Ehrling, Kai Gullmar
- Montage : Rolf Husberg
- Durée : 92 minutes
- Date de sortie : 21 décembre 1940 (Suède)

## Distribution
- Adolf Jahr
- Alice Babs
- Solveig Hedengran
- Thor Modéen
- John Botvid

## Distinctions
Le film a été récompensé au Festival de Venise en 1941.